# Phylloderma stenops
Phylloderma stenops (Peters, 1856) è un pipistrello della famiglia dei Fillostomidi, unica specie del genere Phylloderma (Peters, 1865), diffuso nell'America centrale e meridionale.

## Descrizione

### Dimensioni
Pipistrello di medio-grandi dimensioni, con la lunghezza della testa e del corpo tra 87 e 115 mm, la lunghezza dell'avambraccio tra 69 e 83 mm, la lunghezza della coda tra 12 e 23 mm, la lunghezza del piede tra 17 e 25 mm, la lunghezza delle orecchie tra 24 e 31 mm e un peso fino a 65 g.

### Caratteristiche craniche e dentarie
Il cranio presenta una scatola cranica espansa. Gli incisivi superiori e inferiori interni sono bifidi, quelli esterni sono piccoli. Il primo premolare superiore è più piccolo del secondo.
Sono caratterizzati dalla seguente formula dentaria:

### Aspetto
La pelliccia è corta e lanosa e si estende fino alla metà dell'avambraccio su entrambe le superfici. Le parti dorsali sono marroni scure o bruno-rossastre, talvolta con dei riflessi biancastri. Le parti ventrali sono bruno-grigiastre chiare. La foglia nasale è lanceolata e moderatamente sviluppata, fusa al labbro superiore appena sotto le narici. Le orecchie sono larghe e relativamente corte. Il trago è lungo circa la metà del padiglione auricolare. Le membrane alari sono nere, talvolta con delle macchie rosate e le punte bianche e sono attaccate posteriormente ai lati del piede. Il calcar è lungo circa quanto il piede. La coda è corta e perfora l'ampio uropatagio a circa metà della sua lunghezza. Il cariotipo è 2n=32 FN=58.

## Biologia

### Alimentazione
Si nutre probabilmente di frutta, anche se è stato osservato mentre catturava larve e pupe di specie di vespe sociali.

### Riproduzione
Una femmina gravida con un embrione in stato avanzato di sviluppo è stata catturata il 9 febbraio.

## Distribuzione e habitat
Questa specie è diffusa dal Messico meridionale fino all'Honduras e dalla Costa Rica fino al Brasile sud-orientale.
Vive nelle foreste sempreverdi tropicali fino a 2.600 metri di altitudine. Si trova frequentemente anche nelle pianure vicino a corsi d'acqua e altri luoghi umidi.

## Tassonomia
Sono state riconosciute 3 sottospecie:
- P.s.stenops: Panama, Costa Rica, Colombia, Venezuela, Guyana, Suriname, Guyana francese, Ecuador, Perù, Brasile settentrionale e orientale fino allo stato di Santa Catarina;
- P.s.boliviensis (Barquez & Ojeda, 1979): Bolivia sud-orientale;
- P.s.septentrionalis (Goodwin, 1940): Messico meridionale, Guatemala, Honduras, Belize.

## Conservazione
La IUCN Red List, considerato che è ampiamente diffusa e localmente comune, classifica P.stenops come specie a rischio minimo (Least Concern)).